# Малиновка (Калтанський міський округ)
Мали́новка (рос. Малиновка) — селище у складі Калтанського міського округу Кемеровської області, Росія.

## Населення
Населення — 8835 осіб (2010; 10235 у 2002).